# Antoine de Longueval
Antoine de Longueval   (Longueval, segle XV - 1525 (Gregorià)) fou un músic francès del Renaixement.
Fou un músic francès de principis del segle xvi. va ser cantor de la capella de Lluís XI i va compondre diversos motets, alguns dels quals es troben en el primer llibre de Motetti della Corona (Fossombrone, 1514), i Liber undecimus, XXVI musicalis habet modulos quetuor et quinqué vocibus (París, 1534).